# Biesowiczki
Biesowiczki (kaszb. Biésowiczczi) – osada leśna w Polsce położona w województwie pomorskim, w powiecie słupskim, w gminie Kępice nad Wieprzą.
W latach 1975–1998 miejscowość administracyjnie należała do województwa słupskiego.